# Charles Harris (tennis)
Pour les articles homonymes, voir Charles Harris.
Charles Harris est un ancien joueur de tennis américain. Il est notamment connu pour avoir remporté les Internationaux de France de tennis en 1939 en compagnie de son compatriote Don McNeil. Il est le père du joueur de tennis William Harris.

## Palmarès (partiel)

### Finale en simple messieurs
| No | Date | Nom et lieu du tournoi                      | Catégorie | Surface | Vainqueur   | Score         |  |
| -- | ---- | ------------------------------------------- | --------- | ------- | ----------- | ------------- |  |
| 1  | 1936 | Tournoi de tennis de Cincinnati, Cincinnati |           | NC      | Bobby Riggs | 6-1, 6-3, 6-1 |  |

### Titre en double messieurs
| No | Date       | Nom et lieu du tournoi         | Catégorie | Surface      | Partenaire  | Finalistes                   | Score                    |          |
| -- | ---------- | ------------------------------ | --------- | ------------ | ----------- | ---------------------------- | ------------------------ | -------- |
| 1  | 08-06-1939 | Internationaux de France Paris | G. Chelem | Terre (ext.) | Don McNeill | Jean Borotra Jacques Brugnon | 4-6, 6-4, 6-0, 2-6, 10-8 | Parcours |